# Leicestershire Senior League
Leicestershire Senior League (hiện được tài trợ bởi Everards Brewery) là một giải bóng đá ở Leicestershire, Anh.

## Lịch sử
Giải đấu được thành lập năm 1896, có hai năm khuyết giữa 1901 và 1903, sau đó liên tục từ 1903 ngoại trừ giai đoạn 2 chiến tranh thế giới và 4 năm trong thập niên 1930. Hạng đấu thứ hai được thêm vào năm 1948.
Đội bóng thi đấu lâu nhất trong giải là Holwell Sports, trải qua 76 mùa giải, 60 trong số đó là ở hạng đấu cao nhất nhưng rời khỏi giải năm 2008 để gia nhập East Midlands Counties Football League.

## Cấu trúc hiện tại
Hiện tại giải đấu có 2 hạng đấu là Premier Division và Division One, góp đội cho East Midlands Counties Football League. FA phân loại Leicestershire Senior League Premier Division ở Bậc 7, do chất lượng bóng đá và tiêu chuẩn của các sân vận động của các đội bóng đang thi đấu. Vì vậy First Division không thuộc NLS, có nghĩa là các câu lạc bộ ở hạng đấu này không được tham dự FA Vase. Một yêu cầu xếp hạng lại Premier Division ở Bậc 6 bị FA từ chối năm 2006.
Từ mùa giải 2008–09, 8 đội đứng đầu rời giải để gia nhập với 8 đội ở Central Midlands League tạo thành hạng đấu mới, East Midlands Counties Football League, nằm ở Bậc 6 của National League System.

## Đội vô địch
Danh sách các đội vô địch ở hạng đấu cao nhất kể từ khi giải đấu thành lập như sau:
| Mùa giải | Mùa giải | Mùa giải |
| --- | --- | --- |
| - 1896–97 Leicester Fosse Dự bị - 1897–98 Hinckley Town - 1898–99 Swadlincote Town - 1899–1900 Hinckley Town - 1900–01 Gresley Rovers - 1903–04 Loughborough Corinthians - 1904–05 Leicester Fosse Dự bị - 1905–06 Leicester Fosse Dự bị - 1906–07 Leicester Fosse Dự bị - 1907–08 Coalville Town - 1908–09 Hinckley United - 1909–10 Hinckley United - 1910–11 Shepshed Albion - 1911–12 Holwell Works - 1912–13 Loughborough Corinthians - 1913–14 Hinckley United - 1914–15 Whitwick Imps - 1915–16 Coalville Swifts - 1918–19 Coalville Swifts - 1919–20 Whitwick Imps - 1920–21 Shepshed Albion - 1921–22 Whitwick Imps - 1922–23 Whitwick Imps - 1923–24 Ashby Town - 1924–25 Whitwick Imps - 1925–26 Barwell United - 1926–27 Mountsorrel Town - 1927–28 Burton Town Dự bị - 1928–29 Burton Town Dự bị - 1929–30 Burton Town Dự bị - 1934–35 New Lount Colliery - 1935–36 HM Mansfields Sports - 1936–37 Loughborough Brush - 1937–38 HM Mansfields Sports - 1938–39 Donisthorpe | - 1946–47 Gresley Rovers (Central Division) and Moira United (Western Division) - 1947–48 Gresley Rovers (Central Division) and Moira United (Western Division) - 1948–49 Coalville Town - 1949–50 Nuneaton Borough Dự bị - 1950–51 Quorn Methodists - 1951–52 Anstey Nomads - 1952–53 Measham Imps - 1953–54 Anstey Nomads - 1954–55 Leicester City 'A' - 1955–56 Whitwick Colliery Dự bị - 1956–57 Leicester City 'A' - 1957–58 Leicester City 'A' - 1958–59 Stapenhill - 1959–60 Stapenhill - 1960–61 Whitwick Colliery - 1961–62 Syston St. Peters - 1962–63 Enderby Town - 1963–64 Oadby Town - 1964–65 Enderby Town - 1965–66 Newfoundpool WMC - 1966–67 Enderby Town - 1967–68 Oadby Town - 1968–69 Oadby Town - 1969–70 Newfoundpool WMC - 1970–71 Friar Lane Old Boys - 1971–72 Friar Lane Old Boys - 1972–73 Oadby Town - 1973–74 Friar Lane Old Boys - 1974–75 Friar Lane Old Boys - 1975–76 Friar Lane Old Boys - 1976–77 Friar Lane Old Boys - 1977–78 Friar Lane Old Boys - 1978–79 Shepshed Charterhouse - 1979–80 Shepshed Charterhouse - 1980–81 Shepshed Charterhouse | - 1981–82 Anstey Nomads - 1982–83 Anstey Nomads - 1983–84 Melton Town - 1984–85 Thringstone - 1985–86 Thringstone - 1986–87 Stapenhill - 1987–88 Holwell Works - 1988–89 Stapenhill - 1989–90 St. Andrews SC - 1990–91 Lutterworth Town - 1991–92 Holwell Sports - 1992–93 Holwell Sports - 1993–94 St. Andrews SC - 1994–95 Oadby Town - 1995–96 St. Andrews SC - 1996–97 Oadby Town - 1997–98 Oadby Town - 1998–99 Oadby Town - 1999–2000 Highfield Rangers - 2000–01 Quorn - 2001–02 Coalville Town - 2002–03 Coalville Town - 2003–04 Loughborough Dynamo - 2004–05 Thurnby Rangers - 2005–06 Friar Lane & Epworth - 2006–07 Stapenhill - 2007–08 Kirby Muxloe SC - 2008–09 Anstey Nomads - 2009–10 Thurmaston Town - 2010–11 Ashby Ivanhoe - 2011–12 Rothley Imperial - 2012–13 Rothley Imperial - 2013–14 Allexton & New Parks - 2014-15 Sileby Town |

## Các câu lạc bộ mùa giải 2015–16

### Premier Division
- Allexton & New Parks
- Ashby Ivanhoe Dự bị
- Barlestone St. Giles
- Birstall United
- Blaby & Whetstone Athletic Dự bị
- Cottesmore Amateurs
- Desford
- FC Guru Nanak Gurdwara
- Friar Lane & Epworth
- Ingles
- Kirby Muxloe Dự bị
- Lutterworth Athletic Dự bị
- Melton Mowbray
- Rothley Imperial
- Saffron Dynamo
- Sileby Town

### Division One
- Anstey Town
- Aylestone Park Dự bị
- Barrow Town Dự bị
- Borrowash Victoria Dự bị
- Coalville Town Dự bị
- FC Khalsa GTB
- Hathern
- Highfield Rangers
- Holwell Sports Dự bị
- Ibstock United
- Leicester Road
- Lutterworth Town
- National Kidney Federation Burbage
- Quorn Dự bị
- Ratby Sports
- Shelthorpe Dynamo